# LUNA SEA 3D IN LOS ANGELES
《LUNA SEA 3D IN LOS ANGELES》는 LUNA SEA의 라이브 앨범이자 동명의 3D 영화 사운드트랙이다.

## 개요
2010년에 열린 LUNA SEA의 월드투어 'LUNA SEA 20th ANNIVERSARY WORLD TOUR REBOOT -to the New Moon- "의 공연 중 12월 4일 미국 로스 앤젤레스에서의 공연이 담겨있다. 본 공연은 3D 영상으로 영화관에서 상영된 작품의 사운드트랙이기도 하다. 라이브 앨범 발매는 전작 「NEVER SOLD OUT」이후 약 12년 만이다. 초회 한정반은 멀티 디지털 팩 + 32P 소책자 + 자켓 사이즈 스티커 봉입. 일부 곡은 커트되어 있다. 다만, DISC 1에 수록된 gravity의 라이브 음원은 영화로는 공개되지 않았으며, 오직 이 앨범에만 수록되어 있다.

## 수록곡
- 전체 작사 ・ 작곡 ・ 편곡：LUNA SEA

### DISC 1
1. 月光 -Opening SE- (베토벤의 월광 소나타 1악장을 바탕으로 만든 연주곡)
2. LOVELESS
3. Déjàvu
4. SLAVE
5. END OF SORROW
6. TRUE BLUE
7. gravity
8. RA-SE-N
9. Providence
10. GENESIS OF MIND ~夢の彼方へ~ (꿈의 저편으로)

### DISC 2
1. STORM
2. DESIRE
3. TIME IS DEAD
4. ROSIER
5. TONIGHT
6. I for You
7. WISH

## 3D 영화
2010년 12월 4일 로스 앤젤레스 할리우드에서의 라이브를 3D로 촬영한 콘서트 영상. 감독은 오츠보 소지로. 라이브 영상 외에도 멤버와의 밀착 인터뷰도 수록되어 있다.